# 烏蘭朱和文化
烏蘭朱和文化（英語：Ulaanzuukh culture），又稱烏蘭朱和-特維什文化（Ulaanzuukh-Tevsh culture），發現於蒙古東南部的古代人類文化，其年代位於青銅時代晚期，約在公元前1450年至前1000年間。後繼者為石板墓文化。